# 粟井駅
粟井駅（あわいえき）は、愛媛県松山市苞木（すぼき）にある四国旅客鉄道（JR四国）予讃線の駅である。駅番号はY50。

## 歴史
- 1927年（昭和2年）4月3日：鉄道省予讃線伊予北条 - 松山間開業に伴い開設[3]。
- 1970年（昭和45年）6月1日：貨物取扱廃止[3]。
- 1971年（昭和46年）11月8日：荷物扱い廃止[4]。無人駅化[5]。
- 1987年（昭和62年）4月1日：国鉄分割民営化により、JR四国の駅となる[3]。

## 駅構造
1番線が上下副本線(制限速度45km/h)、2番線が上下本線（制限速度100km/h）で、相対式ホーム2面2線の交換可能な地上駅。特急などの通過列車は上下線共基本的に2番線を通過するが、停車列車は上下線共駅舎側の1番のりばを優先して使用する。
無人駅だが、近距離用の自動券売機が設置されている。

### のりば
| のりば | 路線    | 方向 | 行先                     | 備考                     |
| ------ | ------- | ---- | ------------------------ | ------------------------ |
| 1      | ■予讃線 | 上り | 今治・伊予西条・高松方面 |                          |
| 1      | ■予讃線 | 下り | 松山・伊予市方面         | 通常はこのホーム         |
| 2      | ■予讃線 | 下り | 松山・伊予市方面         | 停車列車同士の交換時のみ |

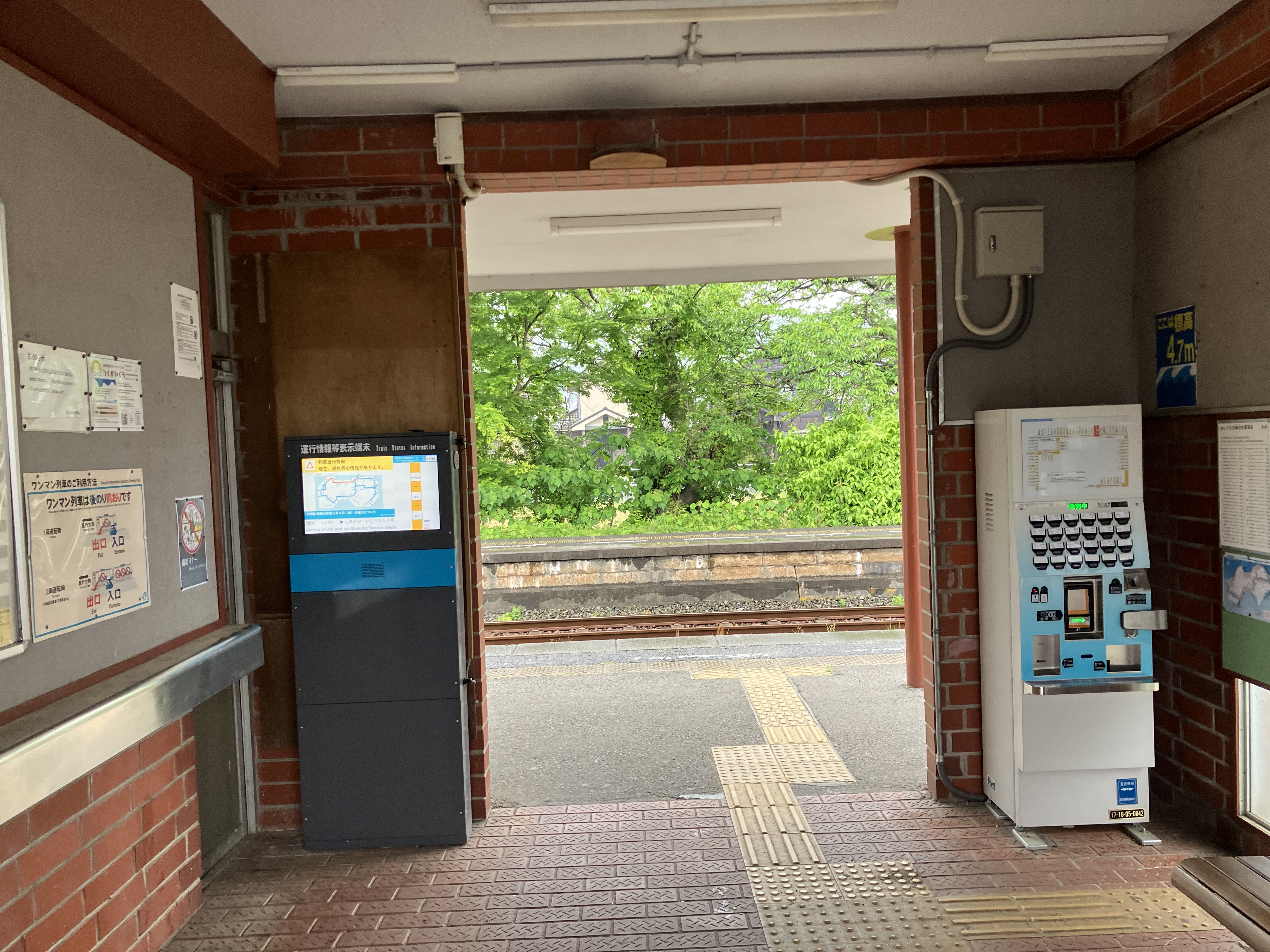
駅舎内（2025年5月）
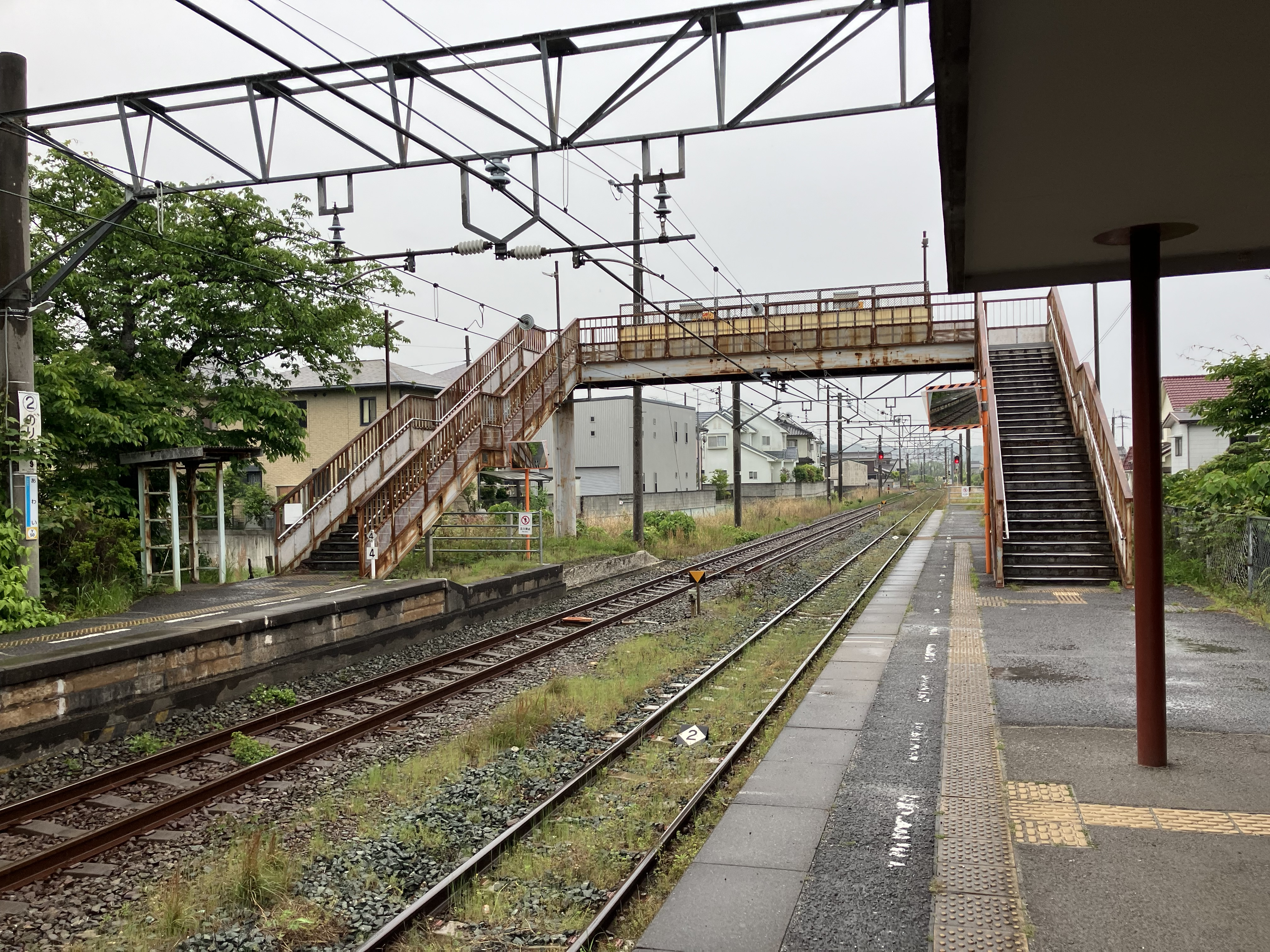
ホーム（2025年5月）

## 駅周辺

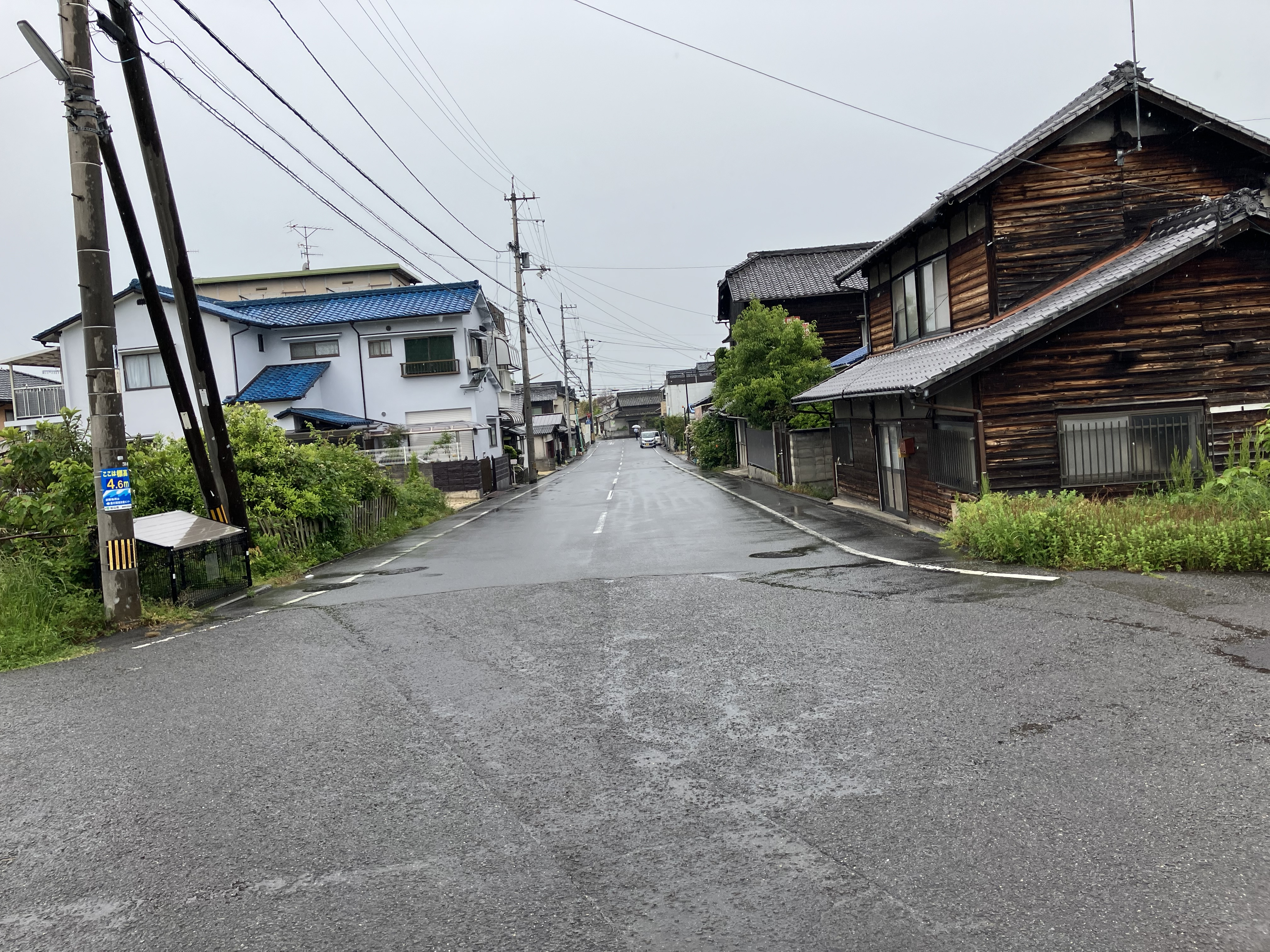
駅前（2025年5月）

- 松山市役所北条支所粟井出張所
- 松山市立粟井小学校
- 国道196号（松山北条バイパス）
- 愛媛県道179号湯山北条線（今治街道）
- 愛媛県道203号粟井停車場線

- 駅前（2025年5月）

## 隣の駅
四国旅客鉄道（JR四国）
■予讃線
柳原駅 (Y49) - 粟井駅 (Y50) - 光洋台駅 (Y51)